# 酒井宏樹
酒井宏樹（日语：／ Sakai Hiroki，1990年4月12日—），日本足球運動員，現效力澳洲職業足球聯賽球隊奧克蘭FC, 也是該隊的首任隊長，前日本國家足球隊成員。

## 俱乐部生涯
1990年酒井宏树出生在日本千叶县的柏市，柏雷素尔也是他职业生涯的第一支球队。不过小时候的他並不是专业的足球运动员，当时在日本橄榄球也是一项比较流行的运动。酒井宏树也是受到影响，在小学3年级成为一名橄榄球运动员，甚至在进入柏雷素尔U15梯队之前，他在学校的橄榄球队已经效力了很多年。
曾经执教新加坡国家足球队的主教練吉田达磨曾是青年队的教练，酒井宏树得以进入到了柏雷素尔的U16和U18梯队。
2009年他晋升到了柏雷素尔的一线队，他被球队选派到了巴西圣保罗当地的一支球队莫奇米林体育会进行短期留学。
由于在季前赛中受到了骨折，酒井宏树缺席了赛季初的比赛，不过仅仅几个月之后，酒井宏树就伤愈复出。那个赛季作为升班马的柏雷素尔夺取联赛冠军，作为主力右后卫的酒井宏树成为了日职联赛赛季最佳新人。年底在日本本土举办的世俱杯上，作为主办国球队的柏雷素尔出战，虽然那届赛事只获得了第4名，但在半决赛对巴西球队桑托斯，酒井宏树还是打进1球。
虽然在亚冠表现不佳，但是2012年6月德甲球队漢諾威96宣布签下酒井宏树，双方签约4年，转会费100万欧，不过由于在奥运会期间受伤，他在汉诺威的未能得到該笔转会费。直到几个月后的欧联杯资格赛上，酒井宏樹才第1次代表代表球隊出場。
在效力漢諾威96的4年时间里，酒井宏树击败了很多竞争者，一开始他和队内队长切伦多洛竞争，切伦多洛退役之后，他又开始和葡萄牙球员若奥·佩雷拉竞争。尽管酒井宏树在赛季初遭遇了2次停赛，但是他仍然是主教练的第1后卫人选。
2015-16赛季漢諾威96降级，酒井宏树和球队的合同也即将到期。
2016年夏天酒井宏树加盟了馬賽，一方面由于他在德甲的出色发挥引起了马赛的注意，当然也是时任国家队主教练哈利霍季奇的推荐，而他却成为了继中田浩二之后第2位加盟马赛的日本球员。很快他就迎来了自己在马赛的首秀，联赛首轮酒井宏树首发出任右边后卫。
2017年9月26日，酒井宏树入选足球数据网站“whoscored”公布的法甲第7轮最佳阵容。9月29日，酒井宏树与马赛签下一份为期一年，在2021年到期的新合同。
2021年5月，法甲馬賽宣布，酒井宏树在合同到期后會以自由身正式离队。6月10日，酒井宏树返回日本，加盟了J1聯賽球队浦和紅鑽。

## 國家隊生涯
2012年5月23日，在日本与阿塞拜疆的友谊赛中，酒井宏树首次代表国家队出场。
2012年8月，酒井宏树代表日本国奥队参加了在英国举办的2012年奥运会足球项目比赛，并最终获得第四名。酒井宏树在日本国奥队中，一直占据主力边后卫的位置。
2014年6月，酒井宏树代表日本国家足球队参加了在巴西举行的2014年世界盃决赛阶段比赛。
2018年世界盃，他成功入選日本队最後二十三人名單。
2022年11月，酒井宏樹入選日本隊2022年世界盃大名單。

## 個人生活
- 2014年8月10日，宣佈與圈外女性結婚[6][7]。2015年1月14日，在社交平台公佈Twitter上第一個孩子出生[8][9]。
- 2019年9月20日，與大津祐樹一同成立株式会社ASSIST （页面存档备份，存于），並擔任董事。

## 榮譽

### 球會
柏雷素爾
- 日本甲組職業足球聯賽冠軍 : 2011
- 日本職業足球乙級聯賽冠軍 : 2010
- 日本超級盃冠軍 : 2012

馬賽
- 歐霸盃亞軍 : 2017–18

浦和紅鑽
- 天皇杯冠軍 : 2021
- 日本超級盃冠軍 : 2022
- 亞洲聯賽冠軍盃冠軍 : 2022

### 個人
- 亞洲聯賽冠軍盃最有價值球員 : 2022

## 外部連結
- 酒井宏樹 – FIFA國際賽競賽紀錄 (存檔)
- オリンピック・マルセイユ公式プロフィール
- Hiroki.Sakai 酒井宏樹的X（前Twitter）
- 酒井宏樹的Instagram帳戶